# Guy Dugdale
Guy Carol Dugdale (Stratford-upon-Avon, 9 aprile 1905 – 7 novembre 1982) è stato un bobbista britannico.

## Biografia
Ai IV Giochi olimpici invernali (edizione disputatasi nel 1936 a Garmisch-Partenkirchen, Germania) vinse la medaglia di bronzo nel Bob a 4 con i connazionali James Cardno, Frederick McEvoy e Charles Patrick Green partecipando per l'Inghilterra, le altre posizioni furono occupate dalle due nazionali svizzere.
Il tempo totalizzato fu di 5:23,41 poco più di un secondo rispetto ai britannici con 5:22,73 (mentre l'altra nazionale svizzera percorse il tragitto in 5:19,85).

## Ascendenza
|                                      |                                      |                                                          | Genitori                                                           |  |  | Nonni |  |  | Bisnonni     |  |  | Trisnonni              |  |
|                                      |                                      |                                                          |                                                                    |  |  |       |  |  | John Dugdale |  |  | Nathaniel John Dugdale |  |
|                                      |                                      |                                                          |                                                                    |  |  |       |  |  | John Dugdale |  |  | Nathaniel John Dugdale |  |
|                                      |                                      | Ellen Smalley                                            |                                                                    |  |  |       |  |  | John Dugdale |  |  |                        |  |
| James Dugdale                        |                                      |                                                          |                                                                    |  |  |       |  |  | John Dugdale |  |  |                        |  |
|                                      |                                      | Mary Marshall                                            | James Marshall                                                     |  |  |       |  |  |              |  |  |                        |  |
|                                      |                                      | Mary Marshall                                            | James Marshall                                                     |  |  |       |  |  |              |  |  |                        |  |
|                                      |                                      | Mary Marshall                                            | Elizabeth Artinstall                                               |  |  |       |  |  |              |  |  |                        |  |
| Frank Dugdale                        |                                      | Mary Marshall                                            |                                                                    |  |  |       |  |  |              |  |  |                        |  |
|                                      |                                      | John Plummer                                             | …                                                                  |  |  |       |  |  |              |  |  |                        |  |
|                                      |                                      | John Plummer                                             | …                                                                  |  |  |       |  |  |              |  |  |                        |  |
|                                      |                                      | John Plummer                                             | …                                                                  |  |  |       |  |  |              |  |  |                        |  |
| Mary Louisa Plummer                  |                                      | John Plummer                                             |                                                                    |  |  |       |  |  |              |  |  |                        |  |
|                                      |                                      | Mary Ann Brett                                           | Robert Brett                                                       |  |  |       |  |  |              |  |  |                        |  |
|                                      |                                      | Mary Ann Brett                                           | Robert Brett                                                       |  |  |       |  |  |              |  |  |                        |  |
|                                      |                                      | Mary Ann Brett                                           | …                                                                  |  |  |       |  |  |              |  |  |                        |  |
| Guy Dugdale                          |                                      | Mary Ann Brett                                           |                                                                    |  |  |       |  |  |              |  |  |                        |  |
|                                      | Henry Greville, III conte di Warwick | George Greville, II conte di Warwick                     |                                                                    |  |  |       |  |  |              |  |  |                        |  |
|                                      | Henry Greville, III conte di Warwick | George Greville, II conte di Warwick                     |                                                                    |  |  |       |  |  |              |  |  |                        |  |
|                                      | Henry Greville, III conte di Warwick | Henrietta Vernon                                         |                                                                    |  |  |       |  |  |              |  |  |                        |  |
| George Greville, IV conte di Warwick | Henry Greville, III conte di Warwick |                                                          |                                                                    |  |  |       |  |  |              |  |  |                        |  |
|                                      |                                      | Sarah Savile                                             | John Savile, II conte di Mexborough                                |  |  |       |  |  |              |  |  |                        |  |
|                                      |                                      | Sarah Savile                                             | John Savile, II conte di Mexborough                                |  |  |       |  |  |              |  |  |                        |  |
|                                      |                                      | Sarah Savile                                             | Elizabeth Stephenson                                               |  |  |       |  |  |              |  |  |                        |  |
| Eva Sarah Louise Greville            |                                      | Sarah Savile                                             |                                                                    |  |  |       |  |  |              |  |  |                        |  |
|                                      |                                      | Francis Charteris, IX conte di Wemyss e V conte di March | Francis Wemyss-Charteris, VIII conte di Wemyss e IV conte di March |  |  |       |  |  |              |  |  |                        |  |
|                                      |                                      | Francis Charteris, IX conte di Wemyss e V conte di March | Francis Wemyss-Charteris, VIII conte di Wemyss e IV conte di March |  |  |       |  |  |              |  |  |                        |  |
|                                      |                                      | Francis Charteris, IX conte di Wemyss e V conte di March | Margaret Campbell                                                  |  |  |       |  |  |              |  |  |                        |  |
| Anne Charteris                       |                                      | Francis Charteris, IX conte di Wemyss e V conte di March |                                                                    |  |  |       |  |  |              |  |  |                        |  |
|                                      |                                      | Louisa Bingham                                           | Richard Bingham, II conte di Lucan                                 |  |  |       |  |  |              |  |  |                        |  |
|                                      |                                      | Louisa Bingham                                           | Richard Bingham, II conte di Lucan                                 |  |  |       |  |  |              |  |  |                        |  |
|                                      |                                      | Louisa Bingham                                           | Elizabeth Belasyse                                                 |  |  |       |  |  |              |  |  |                        |  |
|                                      |                                      | Louisa Bingham                                           |                                                                    |  |  |       |  |  |              |  |  |                        |  |